# Kategorije IUCN zavarovanih območij
Kategorije IUCN zavarovanih območij so kategorije, ki se uporabljajo pri klasifikaciji zavarovanih območij - v sistemu, ki ga je razvila IUCN—Svetovna zveza za varstvo narave.
Prepoznavanje takih območij je del strategije, ki se uporablja pri ohranjanju naravnega okolja sveta in biotske raznovrstnosti. IUCN je razvila sistem kategorij za zavarovana območja z namenom definiranja, popisovanja in klasifikacije širokega nabora posebnih ciljev pri kategoriziranju zavarovanih območij in njihovih ciljev.
To metodo kategoriziranja prepoznavajo vlade držav in mednarodna telesa po celem svetu kot sta to Združeni narodi in Konvencija o biotski raznovrstnosti.

## Kategorije

### Kategorija Ia — Strogi naravni rezervat (Strict Nature Reserve)
IUCN kategorija Ia Strogi naravni rezervat (Strict Nature Reserve) — območje, ki je zaščiteno pred vsemi človekovimi posegi z namenom ohranitve geoloških in geomorfoloških značilnosti regije in njene biotske raznovrstnosti. Ta območja so pogosto dom večjega števila naravnih ekosistemov, ki so zaščiteni pred človeškimi vplivi, čeprav dovoljujejo izvajanje znanstvenoraziskovalnega dela, okoljskega monitoringa in izobraževanja. Ker so ta območja tako strogo zavarovana, zagotavljajo idealna nedotaknjena okolja v katerih se lahko meri zunanji vpliv človeka. 
V nekaterih primerih so strogi naravni rezervati duhovnega pomena za okoliške skupnosti in so lahko ta območja zavarovana tudi zaradi tega vzroka. Ljudje, ki izvajajo svoje verovanje znotraj regije, imajo pravico to nadaljevati na način, ki se povezuje z ohranjanjem območja in cilji upravljanja.
Človekov vpliv na stroge naravne rezervate je težko nadzorovati, ker klima, onesnaženja zraka in nove bolezni grozijo z vdori znotraj meja zavarovanih območij. Če so potrebna neprestana poseganja za vzdrževanje teh strogih smernic, območje pogosto zapade v kategorijo IV ali V.
Pri morskih rezervatih kategorija zavzema rezervate s prepovedjo ribolova, turizma in obiska.

### Kategorija Ib — Naravno območje (Wilderness Area)
IUCN kategorija Ib Naravno območje (Wilderness Area) — območja, ki so običajno večja in manj strogo zavarovana kot strogi naravni rezervati.
Ta območja so zavarovana področja v katerih imajo biotska raznovrstnost in procesi ekosistemov (vključno z evolucijo) možnost razcveta ali obnove, če so bili prej moteni s strani človeka. To so območja, ki lahko blažijo učinke klimatskih sprememb ter zaščitijo ogrožene vrste in ekološke združbe.
Človeški obiskovalci so omejeni na minimum, običajno dovoljeni le tistim, ki so voljni potovati brez novodobnih prevoznih sredstev (pešcem, smučarjem, kanuistom), toda to ponuja enkratno možnost izkušnje divjine. Naravna območja so lahko klasificirana kot taka le, če so brez moderne infrastrukture, čeprav dovoljujejo človeško aktivnost do nivoja preživetja domorodnih skupin, njihovih kulturnih in duhovnih vrednosti v okviru njihovega življenja temelječega na divjini.
Pri morskih rezervatih kategorija zavzema rezervate s prepovedjo turizma, a z dovoljenjem lokalnih dejavnosti, ki so značilne za "zaprte habitate".

### Kategorija II — Narodni park (National Park)
IUCN kategorija II Narodni park (National park) — ima podobne značilnosti kot naravna območja glede velikosti in glavnih ciljev zavarovanja funkcij ekosistemov, kakorkoli narodni parki so prizanesljivejši do obiskovalcev in infrastrukture. Narodni parki se upravljajo na tak način, da lahko prispevajo k lokalnemu gospodarstvu in to s pomočjo promocije izobraževalnega in rekreacijskega turizma na nivoju, ki ne bo zmanjševal učinkovitosti ohranjanja narave.
Okoliška območja narodnega parka so lahko namenjena potrošniški ali nepotrošniški uporabi, toda morajo kljub temu delovati kot meja za obrambo domorodnih vrst in združb zavarovanega območja.
Pri morskih rezervatih kategorija zavzema parke s prepovedjo komercialnega izkoriščanja, a z dovoljenjem rekreativnih dejavnosti.

### Kategorija III — Naravni spomenik ali posebnost (Natural Monument or Feature)
IUCN kategorija III Naravni spomenik ali posebnost — predstavljata razmeroma manjša območja, ki so izrecno določena za zavarovanje naravnega spomenika in habitatov, ki ga obkrožajo. Ti spomeniki so lahko naravni v svojem polnem pomenu, ali pa vključujejo elemente na katere so vplivali ali jih vpeljali ljudje. To slednje naj bi vzdrževalo biotsko raznovrstnost združb ali pa naj bi se prekvalificiralo v zgodovinski ali verski spomenik, čeprav je razliko težko ugotoviti.
Za kategorizacijo kot naravni spomenik ali posebnost po IUCN smernicah mora zavarovano območje vključevati: naravne geološke ali geomorfološke posebnosti; naravni predeli, ki imajo nasledstveni pomen za domačine; naravna kulturna nahajališča ali kulturna nahajališča povezana z ekologijo. Klasifikacija se potem razdeli v dve podkategoriji: tista v kateri je biotska raznovrstnost edinstveno povezana z naravno posebnostjo in tista, ki v kateri so trenutni nivoji biotske raznovrstnosti odvisni od prisotnosti nahajališč, ki so ustvarila modificiran ekosistem.
Naravni spomeniki ali posebnosti imajo pogosto manjšo toda ključno ekološko vlogo. Imajo visoko kulturno in duhovno vrednost, ki se jo lahko izkoristi pri pridobivanju podpore za svoje ohranjanje, saj dovoljujejo več obiskovalcev in rekreacijskih pravic; zatorej ponujajo spodbudo za ohranitev nahajališča.
Pri morskih rezervatih kategorija zavzema naravne spomenike in zgodovinsko pomembna področja.

### Kategorija IV — Območje upravljanja z vrstami/habitati (Habitat/Species Management Area)
IUCN kategorija IV Območje upravljanja s habitati in območje upravljanja z vrstami — podobno kot Kategorija III Naravni spomenik/posebnost, se tudi ta kategorija osredotoča na posebna območja ohranjanje narave (čeprav velikost ni nujno razpoznavna posebnost). Območje mora vsebovati razvidne vrste ali habitate, ki zahtevajo stalno zavarovanje. Ta zavarovana območja morajo imeti ustrezni nadzor z namenom vzdrževanja, ohranjanja in obnavljanja določenih vrst in habitatov.
Območje upravljanja z vrstami in habitati lahko obstajajo kot del širšega ekosistema ali zaščitenega območja in imajo lahko različne nivoje aktivne zaščite. Dejavnosti upravljanja lahko vključujejo (ampak niso omejena na to): preprečevanje krivolova, ustvarjanja umetnih habitatov, ustavljanja naravne sukcesije in prakse dopolnilnega krmljenja.
Pri morskih rezervatih kategorija zavzema habitate zavarovanih bioloških vrst s strogim nadzorom nad izkoriščanjem.

### Kategorija V — Zavarovana krajina/morska krajina (Protected Landscape/Seascape)
IUCN kategorija V Zavarovana krajina in zavarovana morska krajina — zavarovano območje, ki se upravlja pretežno zaradi varstva kopnega in morja in rekreacije.
Glavni cilj je varovanje območij, ki imajo 'jasno izraženi značaj' z ekološko, biološko, kulturno in znanstveno vrednostjo. V primerjavi s prejšnjimi kategorijami ta kategorija dovoljuje višji nivo sodelovanja z okoliškimi skupnostmi, ki lahko sodelujejo pri upravljanju območja in aktivno sodelujejo pri trajnostnem razvoju.
Krajine in morske krajine, ki sodijo v to kategorijo, naj bi predstavljale harmonično povezavo ljudi in narave in kontiuniteto tradicionalne rabe tal in gozdnih sistemov na način, ki omogoča trajno zaščito območja.
Kategorija V je ena izmed najbolj prilagodljivih klasifikacij zavarovanih območij. Rezultat tega je, da se zavarovane krajine in morske krajine lahko istočasno prilagajajo sodobnemu razvoju kot je ekoturizem in ohranjajo tradicionalni način življenja, kar lahko pripomore pri vzdrževanju kmetijske in morske biotske raznovrstnosti.
Pri morskih rezervatih kategorija zavzema krajinske posebnosti z nadzorom nad inovacijami.

### Kategorija VI – Zavarovano območje naravnih virov (Protected Area with sustainable use of natural resources)
IUCN kategorija VI Zavarovano območje naravnih virov: zavarovano območje upravljano zaradi trajnostne rabe naravnih virov — na splošno obsežnejša klasifikacija, ki se osredotoča na vzajemno koristno povezavo med ohranjanjem narave in trajnostnim upravljanjem naravnih virov v skladu s preživetjem tistih, ki so odvisni od obeh. Pri ustvarjanju lokalnih, regionalnih in nacionalnih pristopov do uporabe naravnih virov se upošteva široka paleta socialno-ekonomskih dejavnikov, kot taktika za spodbujanje trajnostnega razvoja, namesto oviranja.
Čeprav je vpletenost ljudi velik dejavnik pri upravljanju teh zavarovanih območij, namen razvoja ni dovoljevanje množične industrijske proizvodnje. IUCN priporoča, da delež zemljiščne mase ostane v svojem naravnem stanju - odločitev je potrebno narediti potrebno na nacionalni ravni, običajno z določitvijo posameznega zavarovanega območja. 
Kategorija VI je lahko najprimernejša za prostrane površine, ki že imajo nizko stopnjo prebivalstva ali pa kjer imajo lokalne skupnosti in njihova tradicionalna raba le majhen vpliv na zdravje okolja. Od kategorije V se razlikuje v tem, da ni posledica dolgotrajnega človeškega vpliva, ki je imel transformacijski učinek na okoliške ekosisteme.
Pri morskih rezervatih kategorija zavzema ekonomska nahajališča prvin z nadzorom nad izkoriščanjem.